# Yuriy Shliapin
Yuriy Aleksandrovich Shliapin (en russe : Юрий Александрович Шляпин, né le 11 janvier 1932 à Moscou et décédé le 8 juillet 2009 dans la même ville) est un joueur de water-polo international soviétique. Il remporte la médaille de bronze lors des Jeux olympiques d'été de 1956 à Melbourne.

## Palmarès

### En sélection
- Union soviétique
  - Jeux olympiques :
    - Médaille de bronze : 1956.